# Alasdair Roberts

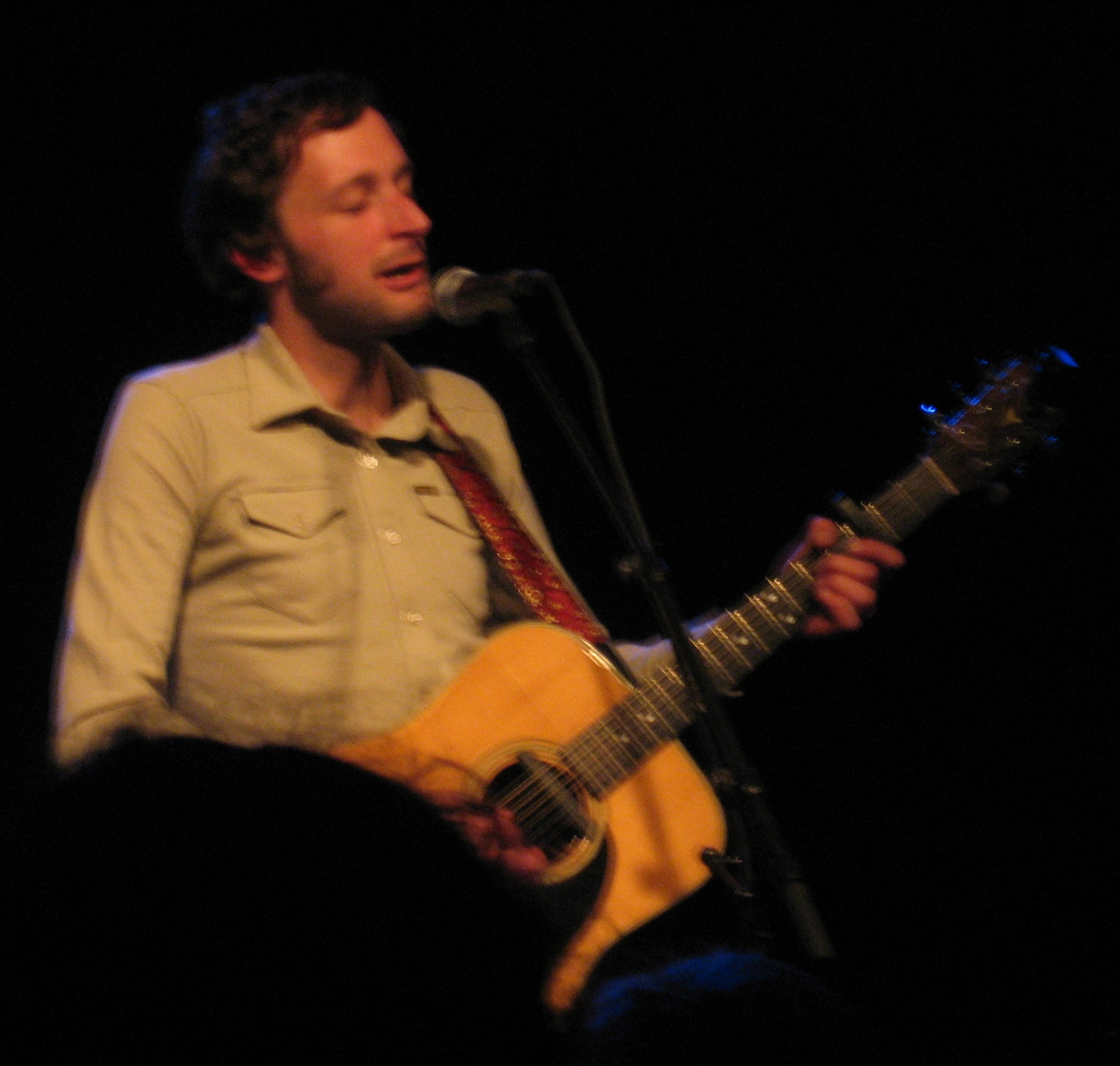
Alasdair Roberts vid en konsert i Berlin, 18 maj 2008.

Alasdair Roberts, född 8 augusti 1977 i Schwaben, Tyskland, är en skotsk folkmusiker. Han inledde sin musikaliska karriär med att ge ut skivor under namnet Appendix Out. Från och med 2001 års album  Crook of My Arm övergavs emellertid detta namn och Roberts började att ge ut skivor i eget namn.
Roberts har bland annat samarbetat med musikerna Jason Molina och Will Oldham under namnet Amalgamated Sons of Rest.

## Diskografi

### Appendix Out
- 1997 – The Rye Bears a Poison
- 1999 – Daylight Saving
- 2001 – The Night is Advancing

### Alasdair Roberts
- 2001 – Crook of My Arm
- 2003 – Farewell Sorrow
- 2005 – No Earthly Man
- 2005 – You Need Not Braid Your Hair For Me: I Have Not Come a-Wooing (EP)
- 2007 – The Amber Gatherers
- 2009 – Spoils
- 2009 – The Wyrd Meme (EP)
- 2010 – Too Long in This Condition

### Samarbeten
- 2002 – Amalgamated Sons of Rest (med Jason Molina och Will Oldham)
- 2010 – A Selection of Marches, Quicksteps, Laments, Strathspeys Reels and Country Dances (med Jackie Oates)